# Чиринкотан (вулкан)
Чиринкотан — действующий вулкан на острове Чиринкотан Большой Курильской гряды.
Стратовулкан с вершинным кратером. Высота 724 м.
Известны извержения 1760, 1878—1889, 1980, 2004. В настоящее время фиксируется сильная фумарольная активность в кратере.